# Serie A (Italia) 2018-19
La Serie A 2018-19 fue la octogésima séptima edición de la máxima competición futbolística de Italia, desde su creación en 1929.
Un total de 20 equipos participarán en la competición, incluyendo 17 equipos de la temporada anterior y 3 provenientes de la Serie B 2017/18. La temporada comenzó  el 19 de agosto de 2018 y finalizó el 26 de mayo de 2019. La Juventus de Turín consiguió el título por octavo año consecutivo y el Atalanta Bergamasca Calcio logra clasificarse por primera vez en su historia a la Liga de Campeones de la UEFA.

## Equipos participantes

### Ascensos y descensos
| Pos. | Descendidos de la Serie A 2017-18 |
| ---- | --------------------------------- |
| 18º  | Crotone                           |
| 19º  | Hellas Verona                     |
| 20º  | Benevento                         |

| Pos. | Ascendidos de la Serie B 2017-18 |
| ---- | -------------------------------- |
| 1º   | Empoli                           |
| 2º   | Parma                            |
| 3º   | Frosinone                        |

### Datos de los clubes
| Equipo                                    | Ciudad    | Entrenador           | Capitán              | Estadio                     | Aforo  | Marca          | Patrocinador                 |
| ----------------------------------------- | --------- | -------------------- | -------------------- | --------------------------- | ------ | -------------- | ---------------------------- |
| Atalanta                                  | Bérgamo   | Gian Piero Gasperini | Alejandro Gómez      | Atleti Azzurri d'Italia     | 26.542 | Joma           | Radici Group                 |
| Bologna                                   | Bolonia   | Siniša Mihajlović    | Blerim Džemaili      | Renato Dall'Ara             | 39.444 | Macron         | FAAC                         |
| Cagliari                                  | Cagliari  | Rolando Maran        | Daniele Dessena      | Arena Cerdeña               | 16.233 | Macron         | Ichnusa                      |
| Chievo Verona                             | Verona    | Domenico Di Carlo    | Sergio Pellissier    | Marc'Antonio Bentegodi      | 43.000 | Givova         | Paluani                      |
| Empoli                                    | Empoli    | Aurelio Andreazzoli  | Manuel Pasqual       | Carlo Castellani            | 16.800 | Joma           | Computer Gross               |
| Fiorentina                                | Florencia | Vincenzo Montella    | Germán Pezzella      | Artemio Franchi             | 49.282 | Le Coq Sportif | Vorwerk Folletto             |
| Frosinone                                 | Frosinone | Marco Baroni         | Daniel Ciofani       | Benito Stirpe               | 16.125 | Legea          | Banca Popolare del Frusinate |
| Genoa                                     | Génova    | Cesare Prandelli     | Domenico Criscito    | Luigi Ferraris              | 36.685 | Lotto          | Eviva Energia                |
| Internazionale                            | Milán     | Luciano Spalletti    | Samir Handanovič     | Giuseppe Meazza             | 80.018 | Nike           | Pirelli                      |
| Juventus                                  | Turín     | Massimiliano Allegri | Giorgio Chiellini    | Juventus Stadium            | 41.000 | Adidas         | Jeep                         |
| Lazio                                     | Roma      | Simone Inzaghi       | Senad Lulić          | Olímpico                    | 72.698 | Macron         | Seleco                       |
| Milan                                     | Milán     | Gennaro Gattuso      | Alessio Romagnoli    | San Siro                    | 80.018 | Puma           | Emirates                     |
| Napoli                                    | Nápoles   | Carlo Ancelotti      | Marek Hamšík         | San Paolo                   | 60.240 | Kappa          | Acqua Lete                   |
| Parma                                     | Parma     | Roberto D'Aversa     | Bruno Alves          | Ennio Tardini               | 27.906 | Erreà          | Aon                          |
| Roma                                      | Roma      | Claudio Ranieri      | Daniele De Rossi     | Olímpico                    | 72.698 | Nike           | Qatar Airways                |
| Sampdoria                                 | Génova    | Marco Giampaolo      | Vasco Regini         | Luigi Ferraris              | 36.685 | Joma           | Invent Energy                |
| Sassuolo                                  | Sassuolo  | Roberto De Zerbi     | Francesco Magnanelli | MAPEI - Città del Tricolore | 23.717 | Kappa          | Mapei                        |
| SPAL                                      | Ferrara   | Leonardo Semplici    | Mirco Antenucci      | Paolo Mazza                 | 12.348 | Macron         | Tassi Group                  |
| Torino                                    | Turín     | Walter Mazzarri      | Andrea Belotti       | Olímpico Grande Torino      | 27.994 | Kappa          | Suzuki                       |
| Udinese                                   | Údine     | Igor Tudor           | Valon Behrami        | Friuli-Dacia Arena          | 25.000 | Macron         | Dacia                        |
| Datos actualizados al 9 de abril de 2019. |           |                      |                      |                             |        |                |                              |

### Cambios de entrenadores
| Equipo        | Entrenador (jornadas)                                                    |
| ------------- | ------------------------------------------------------------------------ |
| Chievo Verona | Lorenzo D'Anna (1-8) Gian Piero Ventura (9-12) Domenico Di Carlo (13-38) |
| Genoa         | Davide Ballardini (1-8) Ivan Jurić (9-14) Cesare Prandelli (15-38)       |
| Empoli        | Aurelio Andreazzoli (1-11, 28-38) Giuseppe Iachini (12-27)               |
| Udinese       | Julio Velázquez (1-12) Davide Nicola (13-28) Igor Tudor (29-38)          |
| Frosinone     | Moreno Longo (1-16) Marco Baroni (17-38)                                 |
| Bologna       | Filippo Inzaghi (1-21) Siniša Mihajlović (22-38)                         |
| Roma          | Eusebio Di Francesco (1-26) Claudio Ranieri (27-38)                      |
| Fiorentina    | Stefano Pioli (1-31) Vincenzo Montella (32-38)                           |

### Equipos por región
| Región               | N.º | Equipos                          |
| -------------------- | --- | -------------------------------- |
| Emilia-Romaña        | 4   | Bologna, Parma, Sassuolo y SPAL  |
| Lombardía            | 3   | Atalanta, Internazionale y Milan |
| Lacio                | 3   | Frosinone, Lazio y Roma          |
| Liguria              | 2   | Genoa y Sampdoria                |
| Piamonte             | 2   | Juventus y Torino                |
| Toscana              | 2   | Empoli y Fiorentina              |
| Campania             | 1   | Napoli                           |
| Véneto               | 1   | Chievo                           |
| Cerdeña              | 1   | Cagliari                         |
| Friuli-Venecia Julia | 1   | Udinese                          |

## Clasificación
| Pos. | Equipo            | Pts. | PJ | G  | E  | P  | GF | GC | Dif. | Clasificación 2019–20                  |
| ---- | ----------------- | ---- | -- | -- | -- | -- | -- | -- | ---- | -------------------------------------- |
| 1    | Juventus (C)      | 90   | 38 | 28 | 6  | 4  | 70 | 30 | +40  | Fase de grupos de la Liga de Campeones |
| 2    | Napoli            | 79   | 38 | 24 | 7  | 7  | 74 | 36 | +38  | Fase de grupos de la Liga de Campeones |
| 3    | Atalanta          | 69   | 38 | 20 | 9  | 9  | 77 | 46 | +31  | Fase de grupos de la Liga de Campeones |
| 4    | Internazionale    | 69   | 38 | 20 | 9  | 9  | 59 | 34 | +25  | Fase de grupos de la Liga de Campeones |
| 5    | Milan             | 68   | 38 | 19 | 11 | 8  | 55 | 36 | +19  |                                        |
| 6    | Roma              | 66   | 38 | 18 | 12 | 8  | 66 | 48 | +18  | Fase de grupos de la Liga Europa       |
| 7    | Torino            | 63   | 38 | 16 | 15 | 7  | 52 | 37 | +15  | Tercera ronda previa de la Liga Europa |
| 8    | Lazio             | 59   | 38 | 17 | 8  | 13 | 56 | 46 | +10  | Fase de grupos de la Liga Europa       |
| 9    | Sampdoria         | 53   | 38 | 15 | 8  | 15 | 60 | 51 | +9   |                                        |
| 10   | Bologna           | 44   | 38 | 11 | 11 | 16 | 48 | 56 | −8   |                                        |
| 11   | Sassuolo          | 43   | 38 | 9  | 16 | 13 | 53 | 60 | −7   |                                        |
| 12   | Udinese           | 43   | 38 | 11 | 10 | 17 | 39 | 53 | −14  |                                        |
| 13   | SPAL              | 42   | 38 | 11 | 9  | 18 | 44 | 56 | −12  |                                        |
| 14   | Parma             | 41   | 38 | 10 | 11 | 17 | 41 | 61 | −20  |                                        |
| 15   | Cagliari          | 41   | 38 | 10 | 11 | 17 | 36 | 54 | −18  |                                        |
| 16   | Fiorentina        | 41   | 38 | 8  | 17 | 13 | 47 | 45 | +2   |                                        |
| 17   | Genoa             | 38   | 38 | 8  | 14 | 16 | 39 | 57 | −18  |                                        |
| 18   | Empoli (D)        | 38   | 38 | 10 | 8  | 20 | 51 | 70 | −19  | Descenso de categoría                  |
| 19   | Frosinone (D)     | 25   | 38 | 5  | 10 | 23 | 29 | 69 | −40  | Descenso de categoría                  |
| 20   | Chievo Verona (D) | 17   | 38 | 2  | 14 | 22 | 25 | 75 | −50  | Descenso de categoría                  |

Actualizado a los partidos jugados el 26 de mayo de 2019.
 Fuente: Serie A, Soccerway
Notas:
1. ↑  Milan fue excluido de competiciones europeas en la temporada siguiente por infringir las normas del "fair-play" financiero.[45]
2. ↑  Lazio tiene cupo directo a la Fase de grupos de la Liga Europa por ser campeón de la Copa Italia 2018-19.
3. ↑  Chievo Verona fue sancionado con 3 puntos menos por irregularidades financieras.[46]

### Evolución de los puntajes
| Equipo         | 01 | 02 | 03 | 04 | 05 | 06 | 07 | 08 | 09 | 10 | 11 | 12 | 13 | 14 | 15 | 16 | 17 | 18 | 19 | 20 | 21 | 22 | 23 | 24 | 25 | 26 | 27 | 28 | 29 | 30 | 31 | 32 | 33 | 34 | 35 | 36 | 37 | 38 |
| -------------- | -- | -- | -- | -- | -- | -- | -- | -- | -- | -- | -- | -- | -- | -- | -- | -- | -- | -- | -- | -- | -- | -- | -- | -- | -- | -- | -- | -- | -- | -- | -- | -- | -- | -- | -- | -- | -- | -- |
| Juventus       | 3  | 1  | 1  | 1  | 1  | 1  | 1  | 1  | 1  | 1  | 1  | 1  | 1  | 1  | 1  | 1  | 1  | 1  | 1  | 1  | 1  | 1  | 1  | 1  | 1  | 1  | 1  | 1  | 1  | 1  | 1  | 1  | 1  | 1  | 1  | 1  | 1  | 1  |
| Napoli         | 4  | 2  | 5  | 3  | 2  | 2  | 2  | 2  | 2  | 3  | 3  | 2  | 2  | 2  | 2  | 2  | 2  | 2  | 2  | 2  | 2  | 2  | 2  | 2  | 2  | 2  | 2  | 2  | 2  | 2  | 2  | 2  | 2  | 2  | 2  | 2  | 2  | 2  |
| Atalanta       | 1  | 4  | 6  | 13 | 12 | 13 | 16 | 17 | 15 | 14 | 10 | 8  | 9  | 11 | 7  | 6  | 9  | 9  | 8  | 7  | 7  | 5  | 5  | 6  | 7  | 7  | 7  | 7  | 6  | 5  | 5  | 6  | 5  | 4  | 4  | 4  | 3  | 3  |
| Internazionale | 17 | 11 | 7  | 14 | 9  | 6  | 4  | 3  | 3  | 2  | 2  | 3  | 3  | 3  | 3  | 3  | 3  | 3  | 3  | 3  | 3  | 3  | 3  | 3  | 3  | 4  | 4  | 3  | 3  | 3  | 3  | 3  | 3  | 3  | 3  | 3  | 4  | 4  |
| Milan2         | 12 | 17 | 14 | 15 | 13 | 14 | 11 | 10 | 12 | 7  | 4  | 5  | 5  | 4  | 4  | 4  | 5  | 6  | 5  | 4  | 4  | 4  | 4  | 4  | 4  | 3  | 3  | 4  | 4  | 4  | 4  | 4  | 4  | 7  | 5  | 5  | 5  | 5  |
| Roma           | 7  | 5  | 9  | 9  | 14 | 10 | 9  | 6  | 7  | 8  | 9  | 6  | 7  | 7  | 8  | 7  | 10 | 7  | 6  | 5  | 5  | 6  | 6  | 5  | 5  | 5  | 5  | 5  | 7  | 8  | 6  | 5  | 6  | 5  | 6  | 6  | 6  | 6  |
| Torino         | 18 | 12 | 10 | 11 | 15 | 15 | 12 | 12 | 10 | 10 | 7  | 10 | 11 | 6  | 6  | 11 | 11 | 8  | 9  | 11 | 10 | 10 | 8  | 9  | 6  | 8  | 6  | 8  | 9  | 7  | 8  | 8  | 7  | 6  | 7  | 7  | 7  | 7  |
| Lazio3         | 15 | 19 | 16 | 8  | 5  | 4  | 6  | 4  | 4  | 4  | 5  | 4  | 4  | 5  | 5  | 5  | 4  | 4  | 4  | 6  | 8  | 7  | 7  | 7  | 8  | 6  | 8  | 6  | 5  | 6  | 7  | 7  | 8  | 8  | 8  | 8  | 8  | 8  |
| Sampdoria1     | 13 | 18 | 13 | 5  | 8  | 9  | 8  | 5  | 5  | 6  | 11 | 12 | 12 | 10 | 11 | 9  | 6  | 5  | 7  | 8  | 6  | 8  | 9  | 10 | 10 | 9  | 9  | 9  | 8  | 9  | 9  | 9  | 9  | 9  | 9  | 9  | 9  | 9  |
| Bologna        | 16 | 14 | 18 | 18 | 18 | 18 | 15 | 16 | 17 | 17 | 17 | 16 | 18 | 18 | 18 | 18 | 18 | 18 | 18 | 18 | 18 | 18 | 17 | 18 | 18 | 18 | 18 | 18 | 17 | 18 | 17 | 17 | 16 | 14 | 15 | 13 | 12 | 10 |
| Sassuolo       | 5  | 6  | 2  | 4  | 4  | 3  | 5  | 8  | 8  | 9  | 6  | 7  | 8  | 8  | 9  | 8  | 8  | 11 | 11 | 12 | 11 | 11 | 11 | 11 | 11 | 11 | 12 | 13 | 14 | 11 | 11 | 11 | 12 | 10 | 10 | 10 | 10 | 11 |
| Udinese3       | 8  | 7  | 11 | 10 | 7  | 11 | 14 | 15 | 16 | 16 | 16 | 17 | 16 | 16 | 17 | 17 | 17 | 17 | 15 | 15 | 16 | 16 | 16 | 15 | 16 | 15 | 15 | 16 | 16 | 16 | 15 | 16 | 17 | 17 | 17 | 16 | 16 | 12 |
| SPAL           | 6  | 3  | 4  | 2  | 6  | 8  | 13 | 14 | 13 | 15 | 15 | 15 | 15 | 15 | 16 | 15 | 16 | 15 | 16 | 16 | 14 | 14 | 14 | 16 | 15 | 16 | 16 | 15 | 15 | 15 | 16 | 13 | 13 | 13 | 11 | 11 | 11 | 13 |
| Parma          | 9  | 13 | 17 | 17 | 10 | 12 | 10 | 9  | 11 | 13 | 13 | 11 | 6  | 9  | 10 | 12 | 12 | 12 | 12 | 9  | 12 | 12 | 12 | 12 | 12 | 13 | 11 | 11 | 13 | 14 | 14 | 14 | 14 | 15 | 14 | 15 | 14 | 14 |
| Cagliari       | 19 | 15 | 12 | 12 | 16 | 16 | 17 | 13 | 14 | 12 | 14 | 13 | 13 | 13 | 13 | 13 | 14 | 13 | 13 | 13 | 15 | 15 | 15 | 14 | 14 | 14 | 14 | 14 | 12 | 13 | 12 | 12 | 10 | 11 | 12 | 12 | 13 | 15 |
| Fiorentina1    | 11 | 8  | 3  | 6  | 3  | 5  | 3  | 7  | 6  | 5  | 8  | 9  | 10 | 12 | 12 | 10 | 7  | 10 | 10 | 10 | 9  | 9  | 10 | 8  | 9  | 10 | 10 | 10 | 10 | 10 | 10 | 10 | 11 | 12 | 13 | 14 | 15 | 16 |
| Genoa2         | 10 | 10 | 15 | 7  | 11 | 7  | 7  | 11 | 9  | 11 | 12 | 14 | 14 | 14 | 15 | 16 | 13 | 14 | 14 | 14 | 13 | 13 | 13 | 13 | 13 | 12 | 13 | 12 | 11 | 12 | 13 | 15 | 15 | 16 | 16 | 17 | 18 | 17 |
| Empoli         | 2  | 9  | 8  | 16 | 17 | 17 | 18 | 18 | 18 | 18 | 18 | 18 | 17 | 17 | 14 | 14 | 15 | 16 | 17 | 17 | 17 | 17 | 18 | 17 | 17 | 17 | 17 | 17 | 18 | 17 | 18 | 18 | 18 | 18 | 18 | 18 | 17 | 18 |
| Frosinone      | 20 | 16 | 19 | 19 | 19 | 19 | 19 | 19 | 19 | 19 | 19 | 19 | 19 | 19 | 19 | 19 | 19 | 19 | 19 | 19 | 19 | 19 | 19 | 19 | 19 | 19 | 19 | 19 | 19 | 19 | 19 | 19 | 19 | 19 | 19 | 19 | 19 | 19 |
| Chievo         | 14 | 20 | 20 | 20 | 20 | 20 | 20 | 20 | 20 | 20 | 20 | 20 | 20 | 20 | 20 | 20 | 20 | 20 | 20 | 20 | 20 | 20 | 20 | 20 | 20 | 20 | 20 | 20 | 20 | 20 | 20 | 20 | 20 | 20 | 20 | 20 | 20 | 20 |

Notas:
- 1 Posiciones de Sampdoria y Fiorentina de la fecha 1 hasta la 4 con un partido pendiente por la suspensión del encuentro entre ambos en la jornada 1.
- 2 Posiciones de Milan y Genoa de la fecha 1 hasta la 10 con un partido pendiente por la suspensión del encuentro entre ambos en la jornada 1.
- 3 Posiciones de Lazio y Udinese de la fecha 25 hasta la 32 con un partido pendiente por la suspensión del encuentro entre ambos en la jornada 25.

## Resultados

### Tabla de resultados cruzados
| L\V        | ATA | BOL | CAG | CHV | EMP | FIO | FRO | GEN | INT | JUV | LAZ | MIL | NAP | PAR | ROM | SAM | SAS | SPA | TOR | UDI |
| ---------- | --- | --- | --- | --- | --- | --- | --- | --- | --- | --- | --- | --- | --- | --- | --- | --- | --- | --- | --- | --- |
| Atalanta   | —   | 4–1 | 0–1 | 1–1 | 0–0 | 3–1 | 4–0 | 2–1 | 4–1 | 2–2 | 1–0 | 1–3 | 1–2 | 3–0 | 3–3 | 0–1 | 3–1 | 2–1 | 0–0 | 2–0 |
| Bologna    | 1–2 | —   | 2–0 | 3–0 | 3–1 | 0–0 | 0–4 | 1–1 | 0–3 | 0–1 | 0–2 | 0–0 | 3–2 | 4–1 | 2–0 | 3–0 | 2–1 | 0–1 | 2–2 | 2–1 |
| Cagliari   | 0–1 | 2–0 | —   | 2–1 | 2–2 | 2–1 | 1–0 | 1–0 | 2–1 | 0–2 | 1–2 | 1–1 | 0–1 | 2–1 | 2–2 | 0–0 | 2–2 | 2–1 | 0–0 | 1–2 |
| Chievo     | 1–5 | 2–2 | 0–3 | —   | 0–0 | 3–4 | 1–0 | 0–0 | 1–1 | 2–3 | 1–1 | 1–2 | 1–3 | 1–1 | 0–3 | 0–0 | 0–2 | 0–4 | 0–1 | 0–2 |
| Empoli     | 3–2 | 2–1 | 2–0 | 2–2 | —   | 1–0 | 2–1 | 1–3 | 0–1 | 1–2 | 0–1 | 1–1 | 2–1 | 3–3 | 0–2 | 2–4 | 3–0 | 2–4 | 4–1 | 2–1 |
| Fiorentina | 2–0 | 0–0 | 1–1 | 6–1 | 3–1 | —   | 0–1 | 0–0 | 3–3 | 0–3 | 1–1 | 0–1 | 0–0 | 0–1 | 1–1 | 3–3 | 0–1 | 3–0 | 1–1 | 1–0 |
| Frosinone  | 0–5 | 0–0 | 1–1 | 0–0 | 3–3 | 1–1 | —   | 1–2 | 1–3 | 0–2 | 0–1 | 0–0 | 0–2 | 3–2 | 2–3 | 0–5 | 0–2 | 0–1 | 1–2 | 1–3 |
| Genoa      | 3–1 | 1–0 | 1–1 | 2–0 | 2–1 | 0–0 | 0–0 | —   | 0–4 | 2–0 | 2–1 | 0–2 | 1–2 | 1–3 | 1–1 | 1–1 | 1–1 | 1–1 | 0–1 | 2–2 |
| Inter      | 0–0 | 0–1 | 2–0 | 2–0 | 2–1 | 2–1 | 3–0 | 5–0 | —   | 1–1 | 0–1 | 1–0 | 1–0 | 0–1 | 1–1 | 2–1 | 0–0 | 2–0 | 2–2 | 1–0 |
| Juventus   | 1–1 | 2–0 | 3–1 | 3–0 | 1–0 | 2–1 | 3–0 | 1–1 | 1–0 | —   | 2–0 | 2–1 | 3–1 | 3–3 | 1–0 | 2–1 | 2–1 | 2–0 | 1–1 | 4–1 |
| Lazio      | 1–3 | 3–3 | 3–1 | 1–2 | 1–0 | 1–0 | 1–0 | 4–1 | 0–3 | 1–2 | —   | 1–1 | 1–2 | 4–1 | 3–0 | 2–2 | 2–2 | 4–1 | 1–1 | 2–0 |
| Milan      | 2–2 | 2–1 | 3–0 | 3–1 | 3–0 | 0–1 | 2–0 | 2–1 | 2–3 | 0–2 | 1–0 | —   | 0–0 | 2–1 | 2–1 | 3–2 | 1–0 | 2–1 | 0–0 | 1–1 |
| Napoli     | 1–2 | 3–2 | 2–1 | 0–0 | 5–1 | 1–0 | 4–0 | 1–1 | 4–1 | 1–2 | 2–1 | 3–2 | —   | 3–0 | 1–1 | 3–0 | 2–0 | 1–0 | 0–0 | 4–2 |
| Parma      | 1–3 | 0–0 | 2–0 | 1–1 | 1–0 | 1–0 | 0–0 | 1–0 | 0–1 | 1–2 | 0–2 | 1–1 | 0–4 | —   | 0–2 | 3–3 | 2–1 | 2–3 | 0–0 | 2–2 |
| Roma       | 3–3 | 2–1 | 3–0 | 2–2 | 2–1 | 2–2 | 4–0 | 3–2 | 2–2 | 2–0 | 3–1 | 1–1 | 1–4 | 2–1 | —   | 4–1 | 3–1 | 0–2 | 3–2 | 1–0 |
| Sampdoria  | 1–2 | 4–1 | 1–0 | 2–0 | 1–2 | 1–1 | 0–1 | 2–0 | 0–1 | 2–0 | 1–2 | 1–0 | 3–0 | 2–0 | 0–1 | —   | 0–0 | 2–1 | 1–4 | 4–0 |
| Sassuolo   | 2–6 | 2–2 | 3–0 | 4–0 | 3–1 | 3–3 | 2–2 | 5–3 | 1–0 | 0–3 | 1–1 | 1–4 | 1–1 | 0–0 | 0–0 | 3–5 | —   | 1–1 | 1–1 | 0–0 |
| S.P.A.L.   | 2–0 | 1–1 | 2–2 | 0–0 | 2–2 | 1–4 | 0–3 | 1–1 | 1–2 | 2–1 | 1–0 | 2–3 | 1–2 | 1–0 | 2–1 | 1–2 | 0–2 | —   | 0–0 | 0–0 |
| Torino     | 2–0 | 2–3 | 1–1 | 3–0 | 3–0 | 1–1 | 3–2 | 2–1 | 1–0 | 0–1 | 3–1 | 2–0 | 1–3 | 1–2 | 0–1 | 2–1 | 3–2 | 1–0 | —   | 1–0 |
| Udinese    | 1–3 | 2–1 | 2–0 | 1–0 | 3–2 | 1–1 | 1–1 | 2–0 | 0–0 | 0–2 | 1–2 | 0–1 | 0–3 | 1–2 | 1–0 | 1–0 | 1–1 | 3–2 | 1–1 | —   |

Los horarios corresponden al huso horario de Italia (Hora central europea): UTC+1 en horario estándar y UTC+2 en horario de verano

### Primera vuelta
| Chievo    | 2 - 3                                                       | Juventus   | Marc'Antonio Bentegodi              | 18 de agosto     | 18:00 |
| Lazio     | 1 - 2 Archivado el 21 de agosto de 2018 en Wayback Machine. | Napoli     | Olímpico de Roma                    | 18 de agosto     | 20:30 |
| Torino    | 0 - 1                                                       | Roma       | Olímpico Grande Torino              | 19 de agosto     | 18:00 |
| Bologna   | 0 - 1 Archivado el 19 de agosto de 2018 en Wayback Machine. | S.P.A.L.   | Renato Dall'Ara                     | 19 de agosto     | 20:30 |
| Empoli    | 2 - 0 Archivado el 19 de agosto de 2018 en Wayback Machine. | Cagliari   | Carlo Castellani                    | 19 de agosto     | 20:30 |
| Parma     | 2 - 2 Archivado el 19 de agosto de 2018 en Wayback Machine. | Udinese    | Ennio Tardini                       | 19 de agosto     | 20:30 |
| Sassuolo  | 1 - 0                                                       | Inter      | MAPEI Stadium - Città del Tricolore | 19 de agosto     | 20:30 |
| Atalanta  | 4 - 0 Archivado el 19 de agosto de 2018 en Wayback Machine. | Frosinone  | Atleti Azzurri d'Italia             | 20 de agosto     | 20:30 |
| Sampdoria | 1 - 1                                                       | Fiorentina | Luigi Ferraris                      | 19 de septiembre | 19:00 |
| Milan     | 2 - 1                                                       | Genoa      | San Siro                            | 31 de octubre    | 20:30 |

| Juventus   | 2 - 0 Archivado el 21 de agosto de 2018 en Wayback Machine. | Lazio     | Allianz                | 25 de agosto | 18:00 |
| Napoli     | 3 - 2                                                       | Milan     | San Paolo              | 25 de agosto | 20:30 |
| S.P.A.L.   | 1 - 0 Archivado el 21 de agosto de 2018 en Wayback Machine. | Parma     | Renato Dall'Ara        | 26 de agosto | 18:00 |
| Cagliari   | 2 - 2 Archivado el 21 de agosto de 2018 en Wayback Machine. | Sassuolo  | Arena Cerdeña          | 26 de agosto | 20:30 |
| Fiorentina | 6 - 1 Archivado el 21 de agosto de 2018 en Wayback Machine. | Chievo    | Artemio Franchi        | 26 de agosto | 20:30 |
| Frosinone  | 0 - 0 Archivado el 29 de agosto de 2018 en Wayback Machine. | Bologna   | Olímpico Grande Torino | 26 de agosto | 20:30 |
| Genoa      | 2 - 1 Archivado el 21 de agosto de 2018 en Wayback Machine. | Empoli    | Luigi Ferraris         | 26 de agosto | 20:30 |
| Inter      | 2 - 2 Archivado el 29 de agosto de 2018 en Wayback Machine. | Torino    | Giuseppe Meazza        | 26 de agosto | 20:30 |
| Udinese    | 1 - 0 Archivado el 21 de agosto de 2018 en Wayback Machine. | Sampdoria | Friuli-Dacia Arena     | 26 de agosto | 20:30 |
| Roma       | 3 - 3 Archivado el 21 de agosto de 2018 en Wayback Machine. | Atalanta  | Olímpico de Roma       | 27 de agosto | 20:30 |

| Milan      | 2 - 1 Archivado el 22 de agosto de 2018 en Wayback Machine.    | Roma      | San Siro                            | 31 de agosto    | 20:30 |
| Bologna    | 0 - 3 Archivado el 22 de agosto de 2018 en Wayback Machine.    | Inter     | Renato Dall'Ara                     | 1 de septiembre | 18:00 |
| Parma      | 1 - 2 Archivado el 5 de septiembre de 2018 en Wayback Machine. | Juventus  | Ennio Tardini                       | 1 de septiembre | 20:30 |
| Fiorentina | 1 - 0 Archivado el 27 de agosto de 2018 en Wayback Machine.    | Udinese   | Artemio Franchi                     | 2 de septiembre | 18:00 |
| Atalanta   | 0 - 1 Archivado el 27 de agosto de 2018 en Wayback Machine.    | Cagliari  | Atleti Azzurri d'Italia             | 2 de septiembre | 20:30 |
| Chievo     | 0 - 0 Archivado el 6 de septiembre de 2018 en Wayback Machine. | Empoli    | Marc'Antonio Bentegodi              | 2 de septiembre | 20:30 |
| Lazio      | 1 - 0 Archivado el 27 de agosto de 2018 en Wayback Machine.    | Frosinone | Olímpico de Roma                    | 2 de septiembre | 20:30 |
| Sampdoria  | 3 - 0 Archivado el 27 de agosto de 2018 en Wayback Machine.    | Napoli    | Luigi Ferraris                      | 2 de septiembre | 20:30 |
| Sassuolo   | 5 - 3 Archivado el 6 de septiembre de 2018 en Wayback Machine. | Genoa     | MAPEI Stadium - Città del Tricolore | 2 de septiembre | 20:30 |
| Torino     | 1 - 0 Archivado el 27 de agosto de 2018 en Wayback Machine.    | S.P.A.L.  | Olímpico Grande Torino              | 2 de septiembre | 20:30 |

| Inter     | 0 - 1 Archivado el 17 de septiembre de 2018 en Wayback Machine. | Parma      | Giuseppe Meazza    | 15 de septiembre | 15:00 |
| Napoli    | 1 - 0 Archivado el 17 de septiembre de 2018 en Wayback Machine. | Fiorentina | San Paolo          | 15 de septiembre | 18:00 |
| Frosinone | 0 - 5 Archivado el 17 de septiembre de 2018 en Wayback Machine. | Sampdoria  | Benito Stirpe      | 15 de septiembre | 20:30 |
| Roma      | 2 - 2 Archivado el 19 de septiembre de 2018 en Wayback Machine. | Chievo     | Olímpico de Roma   | 16 de septiembre | 12:30 |
| Genoa     | 1 - 0 Archivado el 8 de septiembre de 2018 en Wayback Machine.  | Bologna    | Luigi Ferraris     | 16 de septiembre | 15:00 |
| Juventus  | 2 - 1 Archivado el 8 de septiembre de 2018 en Wayback Machine.  | Sassuolo   | Allianz            | 16 de septiembre | 15:00 |
| Udinese   | 1 - 1 Archivado el 8 de septiembre de 2018 en Wayback Machine.  | Torino     | Friuli-Dacia Arena | 16 de septiembre | 15:00 |
| Empoli    | 0 - 1 Archivado el 19 de septiembre de 2018 en Wayback Machine. | Lazio      | Carlo Castellani   | 16 de septiembre | 18:00 |
| Cagliari  | 1 - 1 Archivado el 8 de septiembre de 2018 en Wayback Machine.  | Milan      | Arena Cerdeña      | 16 de septiembre | 20:30 |
| S.P.A.L.  | 2 - 0 Archivado el 23 de septiembre de 2018 en Wayback Machine. | Atalanta   | Paolo Mazza        | 17 de septiembre | 20:30 |

| Sassuolo   | 3 - 1 Archivado el 24 de septiembre de 2018 en Wayback Machine. | Empoli   | MAPEI Stadium - Città del Tricolore | 21 de septiembre | 20:30 |
| Parma      | 2 - 0 Archivado el 13 de septiembre de 2018 en Wayback Machine. | Cagliari | Ennio Tardini                       | 22 de septiembre | 15:00 |
| Fiorentina | 3 - 0 Archivado el 13 de septiembre de 2018 en Wayback Machine. | S.P.A.L. | Artemio Franchi                     | 22 de septiembre | 18:00 |
| Sampdoria  | 0 - 1 Archivado el 13 de septiembre de 2018 en Wayback Machine. | Inter    | Luigi Ferraris                      | 22 de septiembre | 20:30 |
| Torino     | 1 - 3 Archivado el 13 de septiembre de 2018 en Wayback Machine. | Napoli   | Olímpico Grande Torino              | 23 de septiembre | 12:30 |
| Bologna    | 2 - 0 Archivado el 13 de septiembre de 2018 en Wayback Machine. | Roma     | Renato Dall'Ara                     | 23 de septiembre | 15:00 |
| Chievo     | 0 - 2 Archivado el 27 de septiembre de 2018 en Wayback Machine. | Udinese  | Marc'Antonio Bentegodi              | 23 de septiembre | 15:00 |
| Lazio      | 4 - 1 Archivado el 13 de septiembre de 2018 en Wayback Machine. | Genoa    | Olímpico de Roma                    | 23 de septiembre | 15:00 |
| Milan      | 2 - 2 Archivado el 13 de septiembre de 2018 en Wayback Machine. | Atalanta | San Siro                            | 23 de septiembre | 18:00 |
| Frosinone  | 0 - 2 Archivado el 13 de septiembre de 2018 en Wayback Machine. | Juventus | Benito Stirpe                       | 23 de septiembre | 20:30 |

| Inter    | 2 - 1 Archivado el 26 de septiembre de 2018 en Wayback Machine. | Fiorentina | Giuseppe Meazza         | 25 de septiembre | 19:00 |
| Udinese  | 1 - 2 Archivado el 24 de septiembre de 2018 en Wayback Machine. | Lazio      | Friuli-Dacia Arena      | 26 de septiembre | 19:00 |
| Atalanta | 0 - 0 Archivado el 24 de septiembre de 2018 en Wayback Machine. | Torino     | Atleti Azzurri d'Italia | 26 de septiembre | 21:00 |
| Cagliari | 0 - 0 Archivado el 24 de septiembre de 2018 en Wayback Machine. | Sampdoria  | Arena Cerdeña           | 26 de septiembre | 21:00 |
| Genoa    | 2 - 0 Archivado el 24 de septiembre de 2018 en Wayback Machine. | Chievo     | Luigi Ferraris          | 26 de septiembre | 21:00 |
| Juventus | 2 - 0 Archivado el 24 de septiembre de 2018 en Wayback Machine. | Bologna    | Allianz                 | 26 de septiembre | 21:00 |
| Napoli   | 3 - 0 Archivado el 24 de septiembre de 2018 en Wayback Machine. | Parma      | San Paolo               | 26 de septiembre | 21:00 |
| Roma     | 4 - 0 Archivado el 24 de septiembre de 2018 en Wayback Machine. | Frosinone  | Olímpico de Roma        | 26 de septiembre | 21:00 |
| S.P.A.L. | 0 - 2 Archivado el 24 de septiembre de 2018 en Wayback Machine. | Sassuolo   | Paolo Mazza             | 27 de septiembre | 19:00 |
| Empoli   | 1 - 1 Archivado el 24 de septiembre de 2018 en Wayback Machine. | Milan      | Carlo Castellani        | 27 de septiembre | 21:00 |

| Roma       | 3 - 1 Archivado el 24 de septiembre de 2018 en Wayback Machine. | Lazio    | Olímpico de Roma                    | 29 de septiembre | 15:00 |
| Juventus   | 3 - 1 Archivado el 24 de septiembre de 2018 en Wayback Machine. | Napoli   | Allianz                             | 29 de septiembre | 18:00 |
| Inter      | 2 - 0 Archivado el 24 de septiembre de 2018 en Wayback Machine. | Cagliari | Giuseppe Meazza                     | 29 de septiembre | 20:30 |
| Bologna    | 2 - 1 Archivado el 28 de septiembre de 2018 en Wayback Machine. | Udinese  | Renato Dall'Ara                     | 30 de septiembre | 12:30 |
| Chievo     | 0 - 1 Archivado el 28 de septiembre de 2018 en Wayback Machine. | Torino   | Marc'Antonio Bentegodi              | 30 de septiembre | 15:00 |
| Fiorentina | 2 - 0 Archivado el 28 de septiembre de 2018 en Wayback Machine. | Atalanta | Artemio Franchi                     | 30 de septiembre | 15:00 |
| Frosinone  | 1 - 2 Archivado el 3 de octubre de 2018 en Wayback Machine.     | Genoa    | Benito Stirpe                       | 30 de septiembre | 15:00 |
| Parma      | 1 - 0 Archivado el 5 de noviembre de 2018 en Wayback Machine.   | Empoli   | Ennio Tardini                       | 30 de septiembre | 18:00 |
| Sassuolo   | 1 - 4 Archivado el 28 de septiembre de 2018 en Wayback Machine. | Milan    | MAPEI Stadium - Città del Tricolore | 30 de septiembre | 20:30 |
| Sampdoria  | 2 - 1 Archivado el 28 de septiembre de 2018 en Wayback Machine. | S.P.A.L. | Luigi Ferraris                      | 1 de octubre     | 20:30 |

| Torino   | 3 - 2 Archivado el 2 de octubre de 2018 en Wayback Machine.  | Frosinone  | Olímpico Grande Torino  | 5 de octubre | 20:30 |
| Cagliari | 2 - 0 Archivado el 4 de octubre de 2018 en Wayback Machine.  | Bologna    | Arena Cerdeña           | 6 de octubre | 15:00 |
| Udinese  | 0 - 2 Archivado el 4 de octubre de 2018 en Wayback Machine.  | Juventus   | Friuli-Dacia Arena      | 6 de octubre | 18:00 |
| Empoli   | 0 - 2 Archivado el 4 de octubre de 2018 en Wayback Machine.  | Roma       | Carlo Castellani        | 6 de octubre | 20:30 |
| Genoa    | 1 - 3 Archivado el 4 de octubre de 2018 en Wayback Machine.  | Parma      | Luigi Ferraris          | 7 de octubre | 12:30 |
| Atalanta | 0 - 1 Archivado el 4 de octubre de 2018 en Wayback Machine.  | Sampdoria  | Atleti Azzurri d'Italia | 7 de octubre | 15:00 |
| Lazio    | 1 - 0 Archivado el 11 de octubre de 2018 en Wayback Machine. | Fiorentina | Olímpico de Roma        | 7 de octubre | 15:00 |
| Milan    | 3 - 1 Archivado el 4 de octubre de 2018 en Wayback Machine.  | Chievo     | San Siro                | 7 de octubre | 15:00 |
| Napoli   | 2 - 0 Archivado el 4 de octubre de 2018 en Wayback Machine.  | Sassuolo   | San Paolo               | 7 de octubre | 18:00 |
| S.P.A.L. | 1 - 2 Archivado el 4 de octubre de 2018 en Wayback Machine.  | Inter      | Paolo Mazza             | 7 de octubre | 20:30 |

| Roma       | 0 - 2 Archivado el 4 de octubre de 2018 en Wayback Machine.    | S.P.A.L. | Olímpico de Roma       | 20 de octubre | 15:00 |
| Juventus   | 1 - 1 Archivado el 4 de octubre de 2018 en Wayback Machine.    | Genoa    | Allianz                | 20 de octubre | 18:00 |
| Udinese    | 0 - 3 Archivado el 4 de octubre de 2018 en Wayback Machine.    | Napoli   | Friuli-Dacia Arena     | 20 de octubre | 20:30 |
| Frosinone  | 3 - 3 Archivado el 4 de octubre de 2018 en Wayback Machine.    | Empoli   | Benito Stirpe          | 21 de octubre | 12:30 |
| Bologna    | 2 - 2 Archivado el 4 de octubre de 2018 en Wayback Machine.    | Torino   | Renato Dall'Ara        | 21 de octubre | 15:00 |
| Chievo     | 1 - 5 Archivado el 4 de octubre de 2018 en Wayback Machine.    | Atalanta | Marc'Antonio Bentegodi | 21 de octubre | 15:00 |
| Parma      | 0 - 2 Archivado el 24 de noviembre de 2018 en Wayback Machine. | Lazio    | Ennio Tardini          | 21 de octubre | 15:00 |
| Fiorentina | 1 - 1 Archivado el 23 de octubre de 2018 en Wayback Machine.   | Cagliari | Artemio Franchi        | 21 de octubre | 18:00 |
| Inter      | 1 - 0 Archivado el 24 de octubre de 2018 en Wayback Machine.   | Milan    | Giuseppe Meazza        | 21 de octubre | 20:30 |
| Sampdoria  | 0 - 0 Archivado el 4 de octubre de 2018 en Wayback Machine.    | Sassuolo | Luigi Ferraris         | 22 de octubre | 20:30 |

| Atalanta | 3 - 0 Archivado el 30 de octubre de 2018 en Wayback Machine. | Parma      | Atleti Azzurri d'Italia             | 27 de octubre | 15:00 |
| Empoli   | 1 - 2 Archivado el 29 de octubre de 2018 en Wayback Machine. | Juventus   | Carlo Castellani                    | 27 de octubre | 18:00 |
| Torino   | 1 - 1 Archivado el 4 de octubre de 2018 en Wayback Machine.  | Fiorentina | Olímpico Grande Torino              | 27 de octubre | 20:30 |
| Sassuolo | 2 - 2 Archivado el 4 de octubre de 2018 en Wayback Machine.  | Bologna    | MAPEI Stadium - Città del Tricolore | 28 de octubre | 12:30 |
| Cagliari | 2 - 1 Archivado el 31 de octubre de 2018 en Wayback Machine. | Chievo     | Arena Cerdeña                       | 28 de octubre | 15:00 |
| Genoa    | 2 - 2 Archivado el 4 de octubre de 2018 en Wayback Machine.  | Udinese    | Luigi Ferraris                      | 28 de octubre | 15:00 |
| S.P.A.L. | 0 - 3 Archivado el 31 de octubre de 2018 en Wayback Machine. | Frosinone  | Paolo Mazza                         | 28 de octubre | 15:00 |
| Milan    | 3 - 2 Archivado el 4 de octubre de 2018 en Wayback Machine.  | Sampdoria  | San Siro                            | 28 de octubre | 18:00 |
| Napoli   | 1 - 1 Archivado el 4 de octubre de 2018 en Wayback Machine.  | Roma       | San Paolo                           | 28 de octubre | 20:30 |
| Lazio    | 0 - 3 Archivado el 4 de octubre de 2018 en Wayback Machine.  | Inter      | Olímpico de Roma                    | 29 de octubre | 20:30 |

| Napoli     | 5 - 1 Archivado el 4 de octubre de 2018 en Wayback Machine.                                             | Empoli    | San Paolo              | 2 de noviembre | 20:30 |
| Inter      | 5 - 0 Archivado el 4 de octubre de 2018 en Wayback Machine.                                             | Genoa     | Giuseppe Meazza        | 3 de noviembre | 15:00 |
| Fiorentina | 1 - 1 Archivado el 4 de octubre de 2018 en Wayback Machine.                                             | Roma      | Artemio Franchi        | 3 de noviembre | 18:00 |
| Juventus   | 3 - 1 Archivado el 6 de noviembre de 2018 en Wayback Machine.                                           | Cagliari  | Allianz                | 3 de noviembre | 20:30 |
| Lazio      | 4 - 1 (enlace roto disponible en Internet Archive; véase el historial, la primera versión y la última). | S.P.A.L.  | Olímpico de Roma       | 4 de noviembre | 12:30 |
| Chievo     | 0 - 2 Archivado el 4 de octubre de 2018 en Wayback Machine.                                             | Sassuolo  | Marc'Antonio Bentegodi | 4 de noviembre | 15:00 |
| Parma      | 0 - 0 Archivado el 7 de noviembre de 2018 en Wayback Machine.                                           | Frosinone | Ennio Tardini          | 4 de noviembre | 15:00 |
| Sampdoria  | 1 - 4 Archivado el 4 de octubre de 2018 en Wayback Machine.                                             | Torino    | Luigi Ferraris         | 4 de noviembre | 15:00 |
| Bologna    | 1 - 2 Archivado el 4 de octubre de 2018 en Wayback Machine.                                             | Atalanta  | Renato Dall'Ara        | 4 de noviembre | 18:00 |
| Udinese    | 0 - 1 Archivado el 4 de octubre de 2018 en Wayback Machine.                                             | Milan     | Friuli-Dacia Arena     | 4 de noviembre | 20:30 |

| Frosinone | 1 - 1 Archivado el 14 de noviembre de 2018 en Wayback Machine.                                          | Fiorentina | Benito Stirpe                       | 9 de noviembre  | 20:30 |
| Torino    | 1 - 2 (enlace roto disponible en Internet Archive; véase el historial, la primera versión y la última). | Parma      | Olímpico Grande Torino              | 10 de noviembre | 15:00 |
| S.P.A.L.  | 2 - 2 Archivado el 14 de noviembre de 2018 en Wayback Machine.                                          | Cagliari   | Paolo Mazza                         | 10 de noviembre | 18:00 |
| Genoa     | 1 - 2 Archivado el 14 de noviembre de 2018 en Wayback Machine.                                          | Napoli     | Luigi Ferraris                      | 10 de noviembre | 20:30 |
| Atalanta  | 4 - 1 Archivado el 16 de diciembre de 2018 en Wayback Machine.                                          | Inter      | Atleti Azzurri d'Italia             | 11 de noviembre | 12:30 |
| Chievo    | 2 - 2 Archivado el 4 de octubre de 2018 en Wayback Machine.                                             | Bologna    | Marc'Antonio Bentegodi              | 11 de noviembre | 15:00 |
| Empoli    | 2 - 1 Archivado el 4 de octubre de 2018 en Wayback Machine.                                             | Udinese    | Carlo Castellani                    | 11 de noviembre | 15:00 |
| Roma      | 4 - 1 Archivado el 4 de octubre de 2018 en Wayback Machine.                                             | Sampdoria  | Olímpico de Roma                    | 11 de noviembre | 15:00 |
| Sassuolo  | 1 - 1 Archivado el 4 de octubre de 2018 en Wayback Machine.                                             | Lazio      | MAPEI Stadium - Città del Tricolore | 11 de noviembre | 18:00 |
| Milan     | 0 - 2 Archivado el 14 de noviembre de 2018 en Wayback Machine.                                          | Juventus   | San Siro                            | 11 de noviembre | 20:30 |

| Udinese  | 1 - 0 Archivado el 24 de noviembre de 2018 en Wayback Machine. | Roma       | Friuli-Dacia Arena | 24 de noviembre | 15:00 |
| Juventus | 2 - 0 Archivado el 24 de noviembre de 2018 en Wayback Machine. | S.P.A.L.   | Allianz            | 24 de noviembre | 18:00 |
| Inter    | 3 - 0 Archivado el 25 de noviembre de 2018 en Wayback Machine. | Frosinone  | Giuseppe Meazza    | 24 de noviembre | 20:30 |
| Parma    | 2 - 1 Archivado el 29 de noviembre de 2018 en Wayback Machine. | Sassuolo   | Ennio Tardini      | 25 de noviembre | 12:30 |
| Bologna  | 0 - 0 Archivado el 4 de octubre de 2018 en Wayback Machine.    | Fiorentina | Renato Dall'Ara    | 25 de noviembre | 15:00 |
| Empoli   | 3 - 2 Archivado el 25 de noviembre de 2018 en Wayback Machine. | Atalanta   | Carlo Castellani   | 25 de noviembre | 15:00 |
| Napoli   | 0 - 0 Archivado el 25 de noviembre de 2018 en Wayback Machine. | Chievo     | San Paolo          | 25 de noviembre | 15:00 |
| Lazio    | 1 - 1 Archivado el 4 de octubre de 2018 en Wayback Machine.    | Milan      | Olímpico de Roma   | 25 de noviembre | 18:00 |
| Genoa    | 1 - 1 Archivado el 4 de octubre de 2018 en Wayback Machine.    | Sampdoria  | Luigi Ferraris     | 25 de noviembre | 20:30 |
| Cagliari | 0 - 0 Archivado el 4 de octubre de 2018 en Wayback Machine.    | Torino     | Arena Cerdeña      | 26 de noviembre | 20:30 |

| S.P.A.L.   | 2 - 2 Archivado el 4 de octubre de 2018 en Wayback Machine.                                             | Empoli   | Paolo Mazza                         | 1 de diciembre | 15:00 |
| Fiorentina | 0 - 3 Archivado el 5 de diciembre de 2018 en Wayback Machine.                                           | Juventus | Artemio Franchi                     | 1 de diciembre | 18:00 |
| Sampdoria  | 4 - 1 Archivado el 4 de octubre de 2018 en Wayback Machine.                                             | Bologna  | Luigi Ferraris                      | 1 de diciembre | 20:30 |
| Milan      | 2 - 1 (enlace roto disponible en Internet Archive; véase el historial, la primera versión y la última). | Parma    | San Siro                            | 2 de diciembre | 12:30 |
| Frosinone  | 1 - 1 Archivado el 4 de octubre de 2018 en Wayback Machine.                                             | Cagliari | Benito Stirpe                       | 2 de diciembre | 15:00 |
| Sassuolo   | 0 - 0 Archivado el 18 de noviembre de 2019 en Wayback Machine.                                          | Udinese  | MAPEI Stadium - Città del Tricolore | 2 de diciembre | 15:00 |
| Torino     | 2 - 1 Archivado el 4 de octubre de 2018 en Wayback Machine.                                             | Genoa    | Olímpico Grande Torino              | 2 de diciembre | 15:00 |
| Chievo     | 1 - 1 Archivado el 3 de diciembre de 2018 en Wayback Machine.                                           | Lazio    | Marc'Antonio Bentegodi              | 2 de diciembre | 18:00 |
| Roma       | 2 - 2 Archivado el 4 de octubre de 2018 en Wayback Machine.                                             | Inter    | Olímpico de Roma                    | 2 de diciembre | 20:30 |
| Atalanta   | 1 - 2 Archivado el 4 de octubre de 2018 en Wayback Machine.                                             | Napoli   | Atleti Azzurri d'Italia             | 3 de diciembre | 20:30 |

| Juventus | 1 - 0 Archivado el 8 de diciembre de 2018 en Wayback Machine.  | Inter      | Allianz                             | 7 de diciembre | 20:30 |
| Napoli   | 4 - 0 Archivado el 4 de octubre de 2018 en Wayback Machine.    | Frosinone  | San Paolo                           | 8 de diciembre | 15:00 |
| Cagliari | 2 - 2 Archivado el 4 de octubre de 2018 en Wayback Machine.    | Roma       | Arena Cerdeña                       | 8 de diciembre | 18:00 |
| Lazio    | 2 - 2 Archivado el 4 de octubre de 2018 en Wayback Machine.    | Sampdoria  | Olímpico de Roma                    | 8 de diciembre | 20:30 |
| Sassuolo | 3 - 3 Archivado el 9 de diciembre de 2018 en Wayback Machine.  | Fiorentina | MAPEI Stadium - Città del Tricolore | 9 de diciembre | 12:30 |
| Empoli   | 2 - 1 Archivado el 4 de octubre de 2018 en Wayback Machine.    | Bologna    | Carlo Castellani                    | 9 de diciembre | 15:00 |
| Parma    | 1 - 1 Archivado el 12 de diciembre de 2018 en Wayback Machine. | Chievo     | Ennio Tardini                       | 9 de diciembre | 15:00 |
| Udinese  | 1 - 3 Archivado el 12 de diciembre de 2018 en Wayback Machine. | Atalanta   | Friuli-Dacia Arena                  | 9 de diciembre | 15:00 |
| Genoa    | 1 - 1 Archivado el 12 de diciembre de 2018 en Wayback Machine. | S.P.A.L.   | Luigi Ferraris                      | 9 de diciembre | 18:00 |
| Milan    | 0 - 0 Archivado el 4 de octubre de 2018 en Wayback Machine.    | Torino     | San Siro                            | 9 de diciembre | 20:30 |

| Inter      | 1 - 0 Archivado el 4 de octubre de 2018 en Wayback Machine.    | Udinese  | Giuseppe Meazza         | 15 de diciembre | 18:00 |
| Torino     | 0 - 1 Archivado el 26 de julio de 2018 en Wayback Machine.     | Juventus | Olímpico Grande Torino  | 15 de diciembre | 20:30 |
| S.P.A.L.   | 0 - 0 Archivado el 4 de octubre de 2018 en Wayback Machine.    | Chievo   | Paolo Mazza             | 16 de diciembre | 12:30 |
| Fiorentina | 3 - 1 Archivado el 19 de diciembre de 2018 en Wayback Machine. | Empoli   | Artemio Franchi         | 16 de diciembre | 15:00 |
| Frosinone  | 0 - 2 Archivado el 4 de octubre de 2018 en Wayback Machine.    | Sassuolo | Benito Stirpe           | 16 de diciembre | 15:00 |
| Sampdoria  | 2 - 0 Archivado el 4 de octubre de 2018 en Wayback Machine.    | Parma    | Luigi Ferraris          | 16 de diciembre | 15:00 |
| Cagliari   | 0 - 1 Archivado el 16 de diciembre de 2018 en Wayback Machine. | Napoli   | Arena Cerdeña           | 16 de diciembre | 18:00 |
| Roma       | 3 - 2 Archivado el 4 de octubre de 2018 en Wayback Machine.    | Genoa    | Olímpico de Roma        | 16 de diciembre | 20:30 |
| Atalanta   | 1 - 0 Archivado el 4 de octubre de 2018 en Wayback Machine.    | Lazio    | Atleti Azzurri d'Italia | 17 de diciembre | 20:30 |
| Bologna    | 0 - 0 Archivado el 19 de diciembre de 2018 en Wayback Machine. | Milan    | Renato Dall'Ara         | 18 de diciembre | 20:30 |

| Lazio    | 3 - 1 Archivado el 16 de diciembre de 2018 en Wayback Machine. | Cagliari   | Olímpico de Roma                    | 22 de diciembre | 12:30 |
| Empoli   | 2 - 4 Archivado el 16 de diciembre de 2018 en Wayback Machine. | Sampdoria  | Carlo Castellani                    | 22 de diciembre | 15:00 |
| Genoa    | 3 - 1 Archivado el 16 de diciembre de 2018 en Wayback Machine. | Atalanta   | Luigi Ferraris                      | 22 de diciembre | 15:00 |
| Milan    | 0 - 1 Archivado el 30 de agosto de 2019 en Wayback Machine.    | Fiorentina | San Siro                            | 22 de diciembre | 15:00 |
| Napoli   | 1 - 0 Archivado el 16 de diciembre de 2018 en Wayback Machine. | S.P.A.L.   | San Paolo                           | 22 de diciembre | 15:00 |
| Sassuolo | 1 - 1 Archivado el 16 de diciembre de 2018 en Wayback Machine. | Torino     | MAPEI Stadium - Città del Tricolore | 22 de diciembre | 15:00 |
| Udinese  | 1 - 1 Archivado el 16 de diciembre de 2018 en Wayback Machine. | Frosinone  | Friuli-Dacia Arena                  | 22 de diciembre | 15:00 |
| Chievo   | 1 - 1 Archivado el 16 de diciembre de 2018 en Wayback Machine. | Inter      | Marc'Antonio Bentegodi              | 22 de diciembre | 18:00 |
| Parma    | 0 - 0 Archivado el 16 de diciembre de 2018 en Wayback Machine. | Bologna    | Ennio Tardini                       | 22 de diciembre | 18:00 |
| Juventus | 1 - 0 Archivado el 23 de diciembre de 2018 en Wayback Machine. | Roma       | Allianz                             | 22 de diciembre | 20:30 |

| Frosinone  | 0 - 0 Archivado el 16 de diciembre de 2018 en Wayback Machine. | Milan    | Benito Stirpe           | 26 de diciembre | 12:30 |
| Atalanta   | 2 - 2 Archivado el 26 de diciembre de 2018 en Wayback Machine. | Juventus | Atleti Azzurri d'Italia | 26 de diciembre | 15:00 |
| Bologna    | 0 - 2 Archivado el 16 de diciembre de 2018 en Wayback Machine. | Lazio    | Renato Dall'Ara         | 26 de diciembre | 15:00 |
| Cagliari   | 1 - 0 Archivado el 16 de diciembre de 2018 en Wayback Machine. | Genoa    | Arena Cerdeña           | 26 de diciembre | 15:00 |
| Fiorentina | 0 - 1 Archivado el 26 de diciembre de 2018 en Wayback Machine. | Parma    | Artemio Franchi         | 26 de diciembre | 15:00 |
| Sampdoria  | 2 - 0 Archivado el 16 de diciembre de 2018 en Wayback Machine. | Chievo   | Luigi Ferraris          | 26 de diciembre | 15:00 |
| Roma       | 3 - 1 Archivado el 16 de diciembre de 2018 en Wayback Machine. | Sassuolo | Olímpico de Roma        | 26 de diciembre | 18:00 |
| S.P.A.L.   | 0 - 0 Archivado el 16 de diciembre de 2018 en Wayback Machine. | Udinese  | Paolo Mazza             | 26 de diciembre | 18:00 |
| Torino     | 3 - 0 Archivado el 16 de diciembre de 2018 en Wayback Machine. | Empoli   | Olímpico Grande Torino  | 26 de diciembre | 18:00 |
| Inter      | 1 - 0 Archivado el 16 de diciembre de 2018 en Wayback Machine. | Napoli   | Giuseppe Meazza         | 26 de diciembre | 20:30 |

| Juventus | 2 - 1 Archivado el 1 de enero de 2019 en Wayback Machine.                                               | Sampdoria  | Allianz                             | 29 de diciembre | 12:30 |
| Chievo   | 1 - 0 Archivado el 16 de diciembre de 2018 en Wayback Machine.                                          | Frosinone  | Marc'Antonio Bentegodi              | 29 de diciembre | 15:00 |
| Empoli   | 0 - 1 Archivado el 16 de diciembre de 2018 en Wayback Machine.                                          | Inter      | Carlo Castellani                    | 29 de diciembre | 15:00 |
| Genoa    | 0 - 0 Archivado el 29 de diciembre de 2018 en Wayback Machine.                                          | Fiorentina | Luigi Ferraris                      | 29 de diciembre | 15:00 |
| Lazio    | 1 - 1 Archivado el 16 de diciembre de 2018 en Wayback Machine.                                          | Torino     | Olímpico de Roma                    | 29 de diciembre | 15:00 |
| Parma    | 0 - 2 Archivado el 16 de diciembre de 2018 en Wayback Machine.                                          | Roma       | Ennio Tardini                       | 29 de diciembre | 15:00 |
| Sassuolo | 2 - 6 Archivado el 16 de diciembre de 2018 en Wayback Machine.                                          | Atalanta   | MAPEI Stadium - Città del Tricolore | 29 de diciembre | 15:00 |
| Udinese  | 2 - 0 Archivado el 16 de diciembre de 2018 en Wayback Machine.                                          | Cagliari   | Friuli-Dacia Arena                  | 29 de diciembre | 15:00 |
| Napoli   | 3 - 2 Archivado el 16 de diciembre de 2018 en Wayback Machine.                                          | Bologna    | San Paolo                           | 29 de diciembre | 18:00 |
| Milan    | 2 - 1 (enlace roto disponible en Internet Archive; véase el historial, la primera versión y la última). | S.P.A.L.   | San Siro                            | 29 de diciembre | 20:30 |

### Segunda vuelta
| Roma       | 3 - 2 Archivado el 11 de enero de 2019 en Wayback Machine. | Torino    | Olímpico de Roma   | 19 de enero | 15:00 |
| Udinese    | 1 - 2 Archivado el 11 de enero de 2019 en Wayback Machine. | Parma     | Friuli-Dacia Arena | 19 de enero | 18:00 |
| Inter      | 0 - 0 Archivado el 11 de enero de 2019 en Wayback Machine. | Sassuolo  | Giuseppe Meazza    | 19 de enero | 20:30 |
| Frosinone  | 0 - 5 Archivado el 11 de enero de 2019 en Wayback Machine. | Atalanta  | Benito Stirpe      | 20 de enero | 12:30 |
| Fiorentina | 3 - 3 Archivado el 23 de enero de 2019 en Wayback Machine. | Sampdoria | Artemio Franchi    | 20 de enero | 15:00 |
| S.P.A.L.   | 1 - 1 Archivado el 11 de enero de 2019 en Wayback Machine. | Bologna   | Paolo Mazza        | 20 de enero | 15:00 |
| Cagliari   | 2 - 2 Archivado el 11 de enero de 2019 en Wayback Machine. | Empoli    | Arena Cerdeña      | 20 de enero | 18:00 |
| Napoli     | 2 - 1 Archivado el 11 de enero de 2019 en Wayback Machine. | Lazio     | San Paolo          | 20 de enero | 20:30 |
| Genoa      | 0 - 2 Archivado el 11 de enero de 2019 en Wayback Machine. | Milan     | Luigi Ferraris     | 21 de enero | 15:00 |
| Juventus   | 3 - 0 Archivado el 23 de enero de 2019 en Wayback Machine. | Chievo    | Allianz            | 21 de enero | 20:30 |

| Sassuolo  | 3 - 0 Archivado el 11 de enero de 2019 en Wayback Machine.                                              | Cagliari   | MAPEI Stadium - Città del Tricolore | 26 de enero | 15:00 |
| Sampdoria | 4 - 0 Archivado el 11 de enero de 2019 en Wayback Machine.                                              | Udinese    | Luigi Ferraris                      | 26 de enero | 18:00 |
| Milan     | 0 - 0 Archivado el 11 de enero de 2019 en Wayback Machine.                                              | Napoli     | San Siro                            | 26 de enero | 20:30 |
| Chievo    | 3 - 4 Archivado el 29 de enero de 2019 en Wayback Machine.                                              | Fiorentina | Marc'Antonio Bentegodi              | 27 de enero | 12:30 |
| Atalanta  | 3 - 3 Archivado el 11 de enero de 2019 en Wayback Machine.                                              | Roma       | Atleti Azzurri d'Italia             | 27 de enero | 15:00 |
| Bologna   | 0 - 4 (enlace roto disponible en Internet Archive; véase el historial, la primera versión y la última). | Frosinone  | Renato Dall'Ara                     | 27 de enero | 15:00 |
| Parma     | 2 - 3 Archivado el 11 de enero de 2019 en Wayback Machine.                                              | S.P.A.L.   | Ennio Tardini                       | 27 de enero | 15:00 |
| Torino    | 1 - 0 Archivado el 11 de enero de 2019 en Wayback Machine.                                              | Inter      | Olímpico Grande Torino              | 27 de enero | 18:00 |
| Lazio     | 1 - 2 Archivado el 30 de enero de 2019 en Wayback Machine.                                              | Juventus   | Olímpico de Roma                    | 27 de enero | 20:30 |
| Empoli    | 1 - 3 Archivado el 11 de enero de 2019 en Wayback Machine.                                              | Genoa      | Carlo Castellani                    | 28 de enero | 20:30 |

| Empoli    | 2 - 2 Archivado el 11 de enero de 2019 en Wayback Machine.                                              | Chievo     | Carlo Castellani   | 2 de febrero | 15:00 |
| Napoli    | 3 - 0 Archivado el 11 de enero de 2019 en Wayback Machine.                                              | Sampdoria  | San Paolo          | 2 de febrero | 18:00 |
| Juventus  | 3 - 3 Archivado el 3 de febrero de 2019 en Wayback Machine.                                             | Parma      | Allianz            | 2 de febrero | 20:30 |
| S.P.A.L.  | 0 - 0 Archivado el 11 de enero de 2019 en Wayback Machine.                                              | Torino     | Paolo Mazza        | 3 de febrero | 12:30 |
| Genoa     | 1 - 1 Archivado el 11 de enero de 2019 en Wayback Machine.                                              | Sassuolo   | Luigi Ferraris     | 3 de febrero | 15:00 |
| Udinese   | 1 - 1 (enlace roto disponible en Internet Archive; véase el historial, la primera versión y la última). | Fiorentina | Friuli-Dacia Arena | 3 de febrero | 15:00 |
| Inter     | 0 - 1 Archivado el 11 de enero de 2019 en Wayback Machine.                                              | Bologna    | Giuseppe Meazza    | 3 de febrero | 18:00 |
| Roma      | 1 - 1 Archivado el 11 de enero de 2019 en Wayback Machine.                                              | Milan      | Olímpico de Roma   | 3 de febrero | 20:30 |
| Frosinone | 0 - 1 Archivado el 11 de enero de 2019 en Wayback Machine.                                              | Lazio      | Benito Stirpe      | 4 de febrero | 19:00 |
| Cagliari  | 0 - 1 Archivado el 11 de enero de 2019 en Wayback Machine.                                              | Atalanta   | Arena Cerdeña      | 4 de febrero | 21:00 |

| Lazio      | 1 - 0 Archivado el 11 de enero de 2019 en Wayback Machine.   | Empoli    | Olímpico de Roma                    | 7 de febrero  | 20:30 |
| Chievo     | 0 - 3 Archivado el 11 de febrero de 2019 en Wayback Machine. | Roma      | Marc'Antonio Bentegodi              | 8 de febrero  | 20:30 |
| Fiorentina | 0 - 0 Archivado el 9 de febrero de 2019 en Wayback Machine.  | Napoli    | Artemio Franchi                     | 9 de febrero  | 18:00 |
| Parma      | 0 - 1 Archivado el 11 de enero de 2019 en Wayback Machine.   | Inter     | Ennio Tardini                       | 9 de febrero  | 20:30 |
| Bologna    | 1 - 1 Archivado el 11 de enero de 2019 en Wayback Machine.   | Genoa     | Renato Dall'Ara                     | 10 de febrero | 12:30 |
| Atalanta   | 2 - 1 Archivado el 11 de enero de 2019 en Wayback Machine.   | S.P.A.L.  | Atleti Azzurri d'Italia             | 10 de febrero | 15:00 |
| Sampdoria  | 0 - 1 Archivado el 11 de enero de 2019 en Wayback Machine.   | Frosinone | Luigi Ferraris                      | 10 de febrero | 15:00 |
| Torino     | 1 - 0 Archivado el 11 de enero de 2019 en Wayback Machine.   | Udinese   | Olímpico Grande Torino              | 10 de febrero | 15:00 |
| Sassuolo   | 0 - 3 Archivado el 10 de febrero de 2019 en Wayback Machine. | Juventus  | MAPEI Stadium - Città del Tricolore | 10 de febrero | 18:00 |
| Milan      | 3 - 0 Archivado el 11 de enero de 2019 en Wayback Machine.   | Cagliari  | San Siro                            | 10 de febrero | 20:30 |

| Juventus | 3 - 0 Archivado el 15 de febrero de 2019 en Wayback Machine. | Frosinone  | Allianz                 | 15 de febrero | 20:30 |
| Cagliari | 2 - 1 Archivado el 16 de febrero de 2019 en Wayback Machine. | Parma      | Arena Cerdeña           | 16 de febrero | 18:00 |
| Atalanta | 1 - 3 Archivado el 16 de febrero de 2019 en Wayback Machine. | Milan      | Atleti Azzurri d'Italia | 16 de febrero | 20:30 |
| S.P.A.L. | 1 - 4 Archivado el 19 de febrero de 2019 en Wayback Machine. | Fiorentina | Paolo Mazza             | 17 de febrero | 12:30 |
| Udinese  | 1 - 0 Archivado el 16 de febrero de 2019 en Wayback Machine. | Chievo     | Friuli-Dacia Arena      | 17 de febrero | 15:00 |
| Genoa    | 2 - 1 Archivado el 16 de febrero de 2019 en Wayback Machine. | Lazio      | Luigi Ferraris          | 17 de febrero | 15:00 |
| Empoli   | 3 - 0 Archivado el 16 de febrero de 2019 en Wayback Machine. | Sassuolo   | Carlo Castellani        | 17 de febrero | 15:00 |
| Inter    | 2 - 1 Archivado el 16 de febrero de 2019 en Wayback Machine. | Sampdoria  | Giuseppe Meazza         | 17 de febrero | 18:00 |
| Napoli   | 0 - 0 Archivado el 16 de febrero de 2019 en Wayback Machine. | Torino     | San Paolo               | 17 de febrero | 20:30 |
| Roma     | 2 - 1 Archivado el 16 de febrero de 2019 en Wayback Machine. | Bologna    | Olímpico de Roma        | 18 de febrero | 20:30 |

| Milan      | 3 - 0 Archivado el 23 de febrero de 2019 en Wayback Machine. | Empoli   | San Siro                            | 22 de febrero | 20:30 |
| Torino     | 2 - 0 Archivado el 23 de febrero de 2019 en Wayback Machine. | Atalanta | Olímpico Grande Torino              | 23 de febrero | 15:00 |
| Frosinone  | 2 - 3 Archivado el 24 de febrero de 2019 en Wayback Machine. | Roma     | Benito Stirpe                       | 23 de febrero | 20:30 |
| Sampdoria  | 1 - 0 Archivado el 24 de febrero de 2019 en Wayback Machine. | Cagliari | Luigi Ferraris                      | 24 de febrero | 12:30 |
| Bologna    | 0 - 1 Archivado el 27 de febrero de 2019 en Wayback Machine. | Juventus | Renato Dall'Ara                     | 24 de febrero | 15:00 |
| Chievo     | 0 - 0 Archivado el 24 de febrero de 2019 en Wayback Machine. | Genoa    | Marc'Antonio Bentegodi              | 24 de febrero | 15:00 |
| Sassuolo   | 1 - 1 Archivado el 25 de febrero de 2019 en Wayback Machine. | S.P.A.L. | MAPEI Stadium - Città del Tricolore | 24 de febrero | 15:00 |
| Parma      | 0 - 4 Archivado el 24 de febrero de 2019 en Wayback Machine. | Napoli   | Ennio Tardini                       | 24 de febrero | 18:00 |
| Fiorentina | 3 - 3 Archivado el 27 de febrero de 2019 en Wayback Machine. | Inter    | Artemio Franchi                     | 24 de febrero | 20:30 |
| Lazio      | 2 - 0 Archivado el 25 de febrero de 2019 en Wayback Machine. | Udinese  | Olímpico de Roma                    | 17 de abril   | 19:00 |

| Cagliari | 2 - 1 Archivado el 2 de marzo de 2019 en Wayback Machine.                                               | Inter      | Arena Cerdeña           | 1 de marzo | 20:30 |
| Empoli   | 3 - 3 (enlace roto disponible en Internet Archive; véase el historial, la primera versión y la última). | Parma      | Carlo Castellani        | 2 de marzo | 15:00 |
| Milan    | 1 - 0 Archivado el 2 de marzo de 2019 en Wayback Machine.                                               | Sassuolo   | San Siro                | 2 de marzo | 18:00 |
| Lazio    | 3 - 0 Archivado el 2 de marzo de 2019 en Wayback Machine.                                               | Roma       | Olímpico de Roma        | 2 de marzo | 20:30 |
| Torino   | 3 - 0 Archivado el 3 de marzo de 2019 en Wayback Machine.                                               | Chievo     | Olímpico Grande Torino  | 3 de marzo | 12:30 |
| Genoa    | 0 - 0 Archivado el 3 de marzo de 2019 en Wayback Machine.                                               | Frosinone  | Luigi Ferraris          | 3 de marzo | 15:00 |
| S.P.A.L. | 1 - 2 Archivado el 5 de marzo de 2019 en Wayback Machine.                                               | Sampdoria  | Paolo Mazza             | 3 de marzo | 15:00 |
| Udinese  | 2 - 1 Archivado el 5 de marzo de 2019 en Wayback Machine.                                               | Bologna    | Friuli-Dacia Arena      | 3 de marzo | 15:00 |
| Atalanta | 3 - 1                                                                                                   | Fiorentina | Atleti Azzurri d'Italia | 3 de marzo | 18:00 |
| Napoli   | 1 - 2 Archivado el 5 de marzo de 2019 en Wayback Machine.                                               | Juventus   | San Paolo               | 3 de marzo | 20:30 |

| Juventus   | 4 - 1 Archivado el 12 de marzo de 2019 en Wayback Machine. | Udinese  | Allianz                             | 8 de marzo  | 20:30 |
| Parma      | 1 - 0 Archivado el 12 de marzo de 2019 en Wayback Machine. | Genoa    | Ennio Tardini                       | 9 de marzo  | 18:00 |
| Chievo     | 1 - 2 Archivado el 14 de marzo de 2019 en Wayback Machine. | Milan    | Marc'Antonio Bentegodi              | 9 de marzo  | 20:30 |
| Bologna    | 2 - 0 Archivado el 14 de marzo de 2019 en Wayback Machine. | Cagliari | Renato Dall'Ara                     | 10 de marzo | 12:30 |
| Frosinone  | 1 - 2 Archivado el 13 de marzo de 2019 en Wayback Machine. | Torino   | Benito Stirpe                       | 10 de marzo | 15:00 |
| Inter      | 2 - 0 Archivado el 13 de marzo de 2019 en Wayback Machine. | S.P.A.L. | Giuseppe Meazza                     | 10 de marzo | 15:00 |
| Sampdoria  | 1 - 2 Archivado el 14 de marzo de 2019 en Wayback Machine. | Atalanta | Luigi Ferraris                      | 10 de marzo | 15:00 |
| Sassuolo   | 1 - 1 Archivado el 14 de marzo de 2019 en Wayback Machine. | Napoli   | MAPEI Stadium - Città del Tricolore | 10 de marzo | 18:00 |
| Fiorentina | 1 - 1 Archivado el 14 de marzo de 2019 en Wayback Machine. | Lazio    | Artemio Franchi                     | 10 de marzo | 20:30 |
| Roma       | 2 - 1 Archivado el 15 de marzo de 2019 en Wayback Machine. | Empoli   | Olímpico de Roma                    | 11 de marzo | 20:30 |

| Cagliari | 2 - 1 Archivado el 18 de marzo de 2019 en Wayback Machine. | Fiorentina | Arena Cerdeña                       | 15 de marzo | 20:30 |
| Sassuolo | 3 - 5 Archivado el 19 de marzo de 2019 en Wayback Machine. | Sampdoria  | MAPEI Stadium - Città del Tricolore | 16 de marzo | 15:00 |
| S.P.A.L. | 2 - 1 Archivado el 19 de marzo de 2019 en Wayback Machine. | Roma       | Benito Stirpe                       | 16 de marzo | 18:00 |
| Torino   | 2 - 3 Archivado el 19 de marzo de 2019 en Wayback Machine. | Bologna    | Olímpico Grande Torino              | 16 de marzo | 20:30 |
| Genoa    | 2 - 0 Archivado el 20 de marzo de 2019 en Wayback Machine. | Juventus   | Luigi Ferraris                      | 17 de marzo | 12:30 |
| Lazio    | 4 - 1 Archivado el 20 de marzo de 2019 en Wayback Machine. | Parma      | Olímpico de Roma                    | 17 de marzo | 15:00 |
| Atalanta | 1 - 1 Archivado el 20 de marzo de 2019 en Wayback Machine. | Chievo     | Atleti Azzurri d'Italia             | 17 de marzo | 15:00 |
| Empoli   | 2 - 1 Archivado el 20 de marzo de 2019 en Wayback Machine. | Frosinone  | Carlo Castellani                    | 17 de marzo | 15:00 |
| Napoli   | 4 - 2 Archivado el 20 de marzo de 2019 en Wayback Machine. | Udinese    | San Paolo                           | 17 de marzo | 18:00 |
| Milan    | 2 - 3                                                      | Inter      | San Siro                            | 17 de marzo | 20:30 |

| Chievo     | 0 - 3 Archivado el 29 de marzo de 2019 en Wayback Machine. | Cagliari | Marc'Antonio Bentegodi | 29 de marzo | 20:30 |
| Udinese    | 2 - 0 Archivado el 30 de marzo de 2019 en Wayback Machine. | Genoa    | Friuli-Dacia Arena     | 30 de marzo | 15:00 |
| Juventus   | 1 - 0 Archivado el 30 de marzo de 2019 en Wayback Machine. | Empoli   | Allianz                | 30 de marzo | 18:00 |
| Sampdoria  | 1 - 0 Archivado el 30 de marzo de 2019 en Wayback Machine. | Milan    | Luigi Ferraris         | 30 de marzo | 20:30 |
| Parma      | 1 - 3 Archivado el 31 de marzo de 2019 en Wayback Machine. | Atalanta | Ennio Tardini          | 31 de marzo | 12:30 |
| Fiorentina | 1 - 1 Archivado el 31 de marzo de 2019 en Wayback Machine. | Torino   | Artemio Franchi        | 31 de marzo | 15:00 |
| Frosinone  | 0 - 1 Archivado el 31 de marzo de 2019 en Wayback Machine. | S.P.A.L. | Benito Stirpe          | 31 de marzo | 15:00 |
| Roma       | 1 - 4 Archivado el 31 de marzo de 2019 en Wayback Machine. | Napoli   | Olímpico de Roma       | 31 de marzo | 15:00 |
| Bologna    | 2 - 1 Archivado el 31 de marzo de 2019 en Wayback Machine. | Sassuolo | Renato Dall'Ara        | 31 de marzo | 18:00 |
| Inter      | 0 - 1 Archivado el 31 de marzo de 2019 en Wayback Machine. | Lazio    | Giuseppe Meazza        | 31 de marzo | 20:30 |

| Milan     | 1 - 1 Archivado el 2 de abril de 2019 en Wayback Machine.                                               | Udinese    | San Siro                            | 2 de abril | 19:00 |
| Cagliari  | 0 - 2 Archivado el 2 de abril de 2019 en Wayback Machine.                                               | Juventus   | Arena Cerdeña                       | 2 de abril | 21:00 |
| Empoli    | 2 - 1 Archivado el 3 de abril de 2019 en Wayback Machine.                                               | Napoli     | Carlo Castellani                    | 3 de abril | 19:00 |
| Frosinone | 3 - 2 (enlace roto disponible en Internet Archive; véase el historial, la primera versión y la última). | Parma      | Benito Stirpe                       | 3 de abril | 21:00 |
| Genoa     | 0 - 4 Archivado el 3 de abril de 2019 en Wayback Machine.                                               | Inter      | Luigi Ferraris                      | 3 de abril | 21:00 |
| Roma      | 2 - 2 Archivado el 3 de abril de 2019 en Wayback Machine.                                               | Fiorentina | Olímpico de Roma                    | 3 de abril | 21:00 |
| S.P.A.L.  | 1 - 0 Archivado el 3 de abril de 2019 en Wayback Machine.                                               | Lazio      | Paolo Mazza                         | 3 de abril | 21:00 |
| Torino    | 2 - 1 Archivado el 3 de abril de 2019 en Wayback Machine.                                               | Sampdoria  | Olímpico Grande Torino              | 3 de abril | 21:00 |
| Sassuolo  | 4 - 0 Archivado el 4 de abril de 2019 en Wayback Machine.                                               | Chievo     | MAPEI Stadium - Città del Tricolore | 4 de abril | 19:00 |
| Atalanta  | 4 - 1 Archivado el 2 de abril de 2019 en Wayback Machine.                                               | Bologna    | Atleti Azzurri d'Italia             | 4 de abril | 21:00 |

| Parma      | 0 - 0 Archivado el 4 de abril de 2019 en Wayback Machine.                                               | Torino    | Ennio Tardini      | 6 de abril | 15:00 |
| Juventus   | 2 - 1 Archivado el 4 de abril de 2019 en Wayback Machine.                                               | Milan     | Allianz            | 6 de abril | 18:00 |
| Sampdoria  | 0 - 1 Archivado el 4 de abril de 2019 en Wayback Machine.                                               | Roma      | Luigi Ferraris     | 6 de abril | 20:30 |
| Fiorentina | 0 - 1 (enlace roto disponible en Internet Archive; véase el historial, la primera versión y la última). | Frosinone | Artemio Franchi    | 7 de abril | 12:30 |
| Cagliari   | 2 - 1 Archivado el 6 de abril de 2019 en Wayback Machine.                                               | S.P.A.L.  | Arena Cerdeña      | 7 de abril | 15:00 |
| Udinese    | 3 - 2 Archivado el 6 de abril de 2019 en Wayback Machine.                                               | Empoli    | Friuli-Dacia Arena | 7 de abril | 15:00 |
| Inter      | 0 - 0 Archivado el 6 de abril de 2019 en Wayback Machine.                                               | Atalanta  | Giuseppe Meazza    | 7 de abril | 18:00 |
| Lazio      | 2 - 2 Archivado el 6 de abril de 2019 en Wayback Machine.                                               | Sassuolo  | Olímpico de Roma   | 7 de abril | 18:00 |
| Napoli     | 1 - 1 Archivado el 6 de abril de 2019 en Wayback Machine.                                               | Genoa     | San Paolo          | 7 de abril | 20:30 |
| Bologna    | 3 - 0 Archivado el 9 de abril de 2019 en Wayback Machine.                                               | Chievo    | Renato Dall'Ara    | 8 de abril | 20:30 |

| S.P.A.L.   | 2 - 1 Archivado el 13 de abril de 2019 en Wayback Machine. | Juventus | Paolo Mazza                         | 13 de abril | 15:00 |
| Roma       | 1 - 0 Archivado el 13 de abril de 2019 en Wayback Machine. | Udinese  | Olímpico de Roma                    | 13 de abril | 18:00 |
| Milan      | 1 - 0 Archivado el 13 de abril de 2019 en Wayback Machine. | Lazio    | San Siro                            | 13 de abril | 20:30 |
| Torino     | 1 - 1 Archivado el 13 de abril de 2019 en Wayback Machine. | Cagliari | Olímpico Grande Torino              | 14 de abril | 12:30 |
| Fiorentina | 0 - 0 Archivado el 14 de abril de 2019 en Wayback Machine. | Bologna  | Artemio Franchi                     | 14 de abril | 15:00 |
| Sampdoria  | 2 - 0 Archivado el 13 de abril de 2019 en Wayback Machine. | Genoa    | Luigi Ferraris                      | 14 de abril | 15:00 |
| Sassuolo   | 0 - 0 Archivado el 13 de abril de 2019 en Wayback Machine. | Parma    | MAPEI Stadium - Città del Tricolore | 14 de abril | 15:00 |
| Chievo     | 1 - 3 Archivado el 14 de abril de 2019 en Wayback Machine. | Napoli   | Marc'Antonio Bentegodi              | 14 de abril | 18:00 |
| Frosinone  | 1 - 3 Archivado el 14 de abril de 2019 en Wayback Machine. | Inter    | Benito Stirpe                       | 14 de abril | 20:30 |
| Atalanta   | 0 - 0 Archivado el 14 de abril de 2019 en Wayback Machine. | Empoli   | Atleti Azzurri d'Italia             | 15 de abril | 20:30 |

| Parma        | 1 - 1 Archivado el 18 de abril de 2019 en Wayback Machine. | Milan      | Ennio Tardini      | 20 de abril | 12:30 |
| Bologna      | 3 - 0 Archivado el 20 de abril de 2019 en Wayback Machine. | Sampdoria  | Renato Dall'Ara    | 20 de abril | 15:00 |
| Cagliari     | 1 - 0 Archivado el 18 de abril de 2019 en Wayback Machine. | Frosinone  | Arena Cerdeña      | 20 de abril | 15:00 |
| Empoli       | 2 - 4 Archivado el 18 de abril de 2019 en Wayback Machine. | S.P.A.L.   | Carlo Castellani   | 20 de abril | 15:00 |
| Genoa        | 0 - 1 Archivado el 18 de abril de 2019 en Wayback Machine. | Torino     | Luigi Ferraris     | 20 de abril | 15:00 |
| Lazio        | 1 - 2 Archivado el 18 de abril de 2019 en Wayback Machine. | Chievo     | Olímpico de Roma   | 20 de abril | 15:00 |
| Udinese      | 1 - 1 Archivado el 18 de abril de 2019 en Wayback Machine. | Sassuolo   | Friuli-Dacia Arena | 20 de abril | 15:00 |
| Juventus (C) | 2 - 1 Archivado el 18 de abril de 2019 en Wayback Machine. | Fiorentina | Allianz            | 20 de abril | 18:00 |
| Inter        | 1 - 1 Archivado el 18 de abril de 2019 en Wayback Machine. | Roma       | Giuseppe Meazza    | 20 de abril | 20:30 |
| Napoli       | 1 - 2 Archivado el 18 de abril de 2019 en Wayback Machine. | Atalanta   | San Paolo          | 22 de abril | 19:00 |

| Bologna    | 3 - 1 Archivado el 30 de abril de 2019 en Wayback Machine. | Empoli   | Renato Dall'Ara         | 27 de abril | 15:00 |
| Roma       | 3 - 0 Archivado el 18 de abril de 2019 en Wayback Machine. | Cagliari | Olímpico de Roma        | 27 de abril | 18:00 |
| Inter      | 1 - 1 Archivado el 18 de abril de 2019 en Wayback Machine. | Juventus | Giuseppe Meazza         | 27 de abril | 20:30 |
| Frosinone  | 0 - 2 Archivado el 18 de abril de 2019 en Wayback Machine. | Napoli   | Benito Stirpe           | 28 de abril | 12:30 |
| Chievo     | 1 - 1 Archivado el 18 de abril de 2019 en Wayback Machine. | Parma    | Marc'Antonio Bentegodi  | 28 de abril | 15:00 |
| S.P.A.L.   | 1 - 1 Archivado el 18 de abril de 2019 en Wayback Machine. | Genoa    | Paolo Mazza             | 28 de abril | 15:00 |
| Sampdoria  | 1 - 2 Archivado el 18 de abril de 2019 en Wayback Machine. | Lazio    | Luigi Ferraris          | 28 de abril | 18:00 |
| Torino     | 2 - 0 Archivado el 18 de abril de 2019 en Wayback Machine. | Milan    | Olímpico Grande Torino  | 28 de abril | 20:30 |
| Atalanta   | 2 - 0 Archivado el 18 de abril de 2019 en Wayback Machine. | Udinese  | Atleti Azzurri d'Italia | 29 de abril | 19:00 |
| Fiorentina | 0 - 1 Archivado el 18 de abril de 2019 en Wayback Machine. | Sassuolo | Artemio Franchi         | 29 de abril | 21:00 |

| Juventus | 1 - 1 Archivado el 18 de abril de 2019 en Wayback Machine. | Torino     | Allianz                             | 3 de mayo | 20:30 |
| Chievo   | 0 - 4 Archivado el 18 de abril de 2019 en Wayback Machine. | S.P.A.L.   | Marc'Antonio Bentegodi              | 4 de mayo | 18:00 |
| Udinese  | 0 - 0 Archivado el 18 de abril de 2019 en Wayback Machine. | Inter      | Friuli-Dacia Arena                  | 4 de mayo | 20:30 |
| Empoli   | 1 - 0 Archivado el 18 de abril de 2019 en Wayback Machine. | Fiorentina | Carlo Castellani                    | 5 de mayo | 12:30 |
| Lazio    | 1 - 3 Archivado el 18 de abril de 2019 en Wayback Machine. | Atalanta   | Olímpico de Roma                    | 5 de mayo | 15:00 |
| Parma    | 3 - 3 Archivado el 18 de abril de 2019 en Wayback Machine. | Sampdoria  | Ennio Tardini                       | 5 de mayo | 15:00 |
| Sassuolo | 2 - 2 Archivado el 18 de abril de 2019 en Wayback Machine. | Frosinone  | MAPEI Stadium - Città del Tricolore | 5 de mayo | 15:00 |
| Genoa    | 1 - 1 Archivado el 18 de abril de 2019 en Wayback Machine. | Roma       | Luigi Ferraris                      | 5 de mayo | 18:00 |
| Napoli   | 2 - 1 Archivado el 18 de abril de 2019 en Wayback Machine. | Cagliari   | San Paolo                           | 5 de mayo | 20:30 |
| Milan    | 2 - 1 Archivado el 2 de abril de 2019 en Wayback Machine.  | Bologna    | San Siro                            | 6 de mayo | 20:30 |

| Atalanta   | 2 - 1 Archivado el 18 de abril de 2019 en Wayback Machine. | Genoa    | Atleti Azzurri d'Italia | 11 de mayo | 15:00 |
| Cagliari   | 1 - 2 Archivado el 18 de abril de 2019 en Wayback Machine. | Lazio    | Arena Cerdeña           | 11 de mayo | 18:00 |
| Fiorentina | 0 - 1 Archivado el 18 de abril de 2019 en Wayback Machine. | Milan    | Artemio Franchi         | 11 de mayo | 20:30 |
| Torino     | 3 - 2 Archivado el 18 de abril de 2019 en Wayback Machine. | Sassuolo | Olímpico Grande Torino  | 12 de mayo | 12:30 |
| Frosinone  | 1 - 3 Archivado el 18 de abril de 2019 en Wayback Machine. | Udinese  | Benito Stirpe           | 12 de mayo | 15:00 |
| Sampdoria  | 1 - 2 Archivado el 18 de abril de 2019 en Wayback Machine. | Empoli   | Luigi Ferraris          | 12 de mayo | 15:00 |
| S.P.A.L.   | 1 - 2 Archivado el 18 de abril de 2019 en Wayback Machine. | Napoli   | Paolo Mazza             | 12 de mayo | 18:00 |
| Roma       | 2 - 0 Archivado el 18 de abril de 2019 en Wayback Machine. | Juventus | Olímpico de Roma        | 12 de mayo | 20:30 |
| Bologna    | 4 - 1 Archivado el 2 de abril de 2019 en Wayback Machine.  | Parma    | Renato Dall'Ara         | 13 de mayo | 19:00 |
| Inter      | 2 - 0 Archivado el 18 de abril de 2019 en Wayback Machine. | Chievo   | Giuseppe Meazza         | 13 de mayo | 21:00 |

| Udinese  | 3 - 2 Archivado el 18 de abril de 2019 en Wayback Machine. | S.P.A.L.   | Friuli-Dacia Arena                  | 18 de mayo | 15:00 |
| Genoa    | 1 - 1 Archivado el 18 de abril de 2019 en Wayback Machine. | Cagliari   | Luigi Ferraris                      | 18 de mayo | 18:00 |
| Sassuolo | 0 - 0 Archivado el 18 de abril de 2019 en Wayback Machine. | Roma       | MAPEI Stadium - Città del Tricolore | 18 de mayo | 20:30 |
| Chievo   | 0 - 0 Archivado el 18 de abril de 2019 en Wayback Machine. | Sampdoria  | Marc'Antonio Bentegodi              | 19 de mayo | 12:30 |
| Empoli   | 4 - 1 Archivado el 18 de abril de 2019 en Wayback Machine. | Torino     | Carlo Castellani                    | 19 de mayo | 15:00 |
| Parma    | 1 - 0 Archivado el 18 de abril de 2019 en Wayback Machine. | Fiorentina | Ennio Tardini                       | 19 de mayo | 15:00 |
| Milan    | 2 - 0 Archivado el 18 de abril de 2019 en Wayback Machine. | Frosinone  | San Siro                            | 19 de mayo | 18:00 |
| Napoli   | 4 - 1 Archivado el 18 de abril de 2019 en Wayback Machine. | Inter      | San Paolo                           | 19 de mayo | 20:30 |
| Juventus | 1 - 1 Archivado el 18 de abril de 2019 en Wayback Machine. | Atalanta   | Allianz                             | 19 de mayo | 20:30 |
| Lazio    | 3 - 3 Archivado el 2 de abril de 2019 en Wayback Machine.  | Bologna    | Olímpico de Roma                    | 20 de mayo | 20:30 |

| Frosinone  | 0 - 0 Archivado el 25 de mayo de 2019 en Wayback Machine.                                               | Chievo   | Benito Stirpe           | 25 de mayo | 18:00 |
| Bologna    | 3 - 2 Archivado el 28 de mayo de 2019 en Wayback Machine.                                               | Napoli   | Renato Dall'Ara         | 25 de mayo | 20:30 |
| Torino     | 3 - 1 (enlace roto disponible en Internet Archive; véase el historial, la primera versión y la última). | Lazio    | Olímpico Grande Torino  | 26 de mayo | 15:00 |
| Sampdoria  | 2 - 0                                                                                                   | Juventus | Luigi Ferraris          | 26 de mayo | 18:00 |
| Atalanta   | 3 - 1 Archivado el 26 de mayo de 2019 en Wayback Machine.                                               | Sassuolo | Atleti Azzurri d'Italia | 26 de mayo | 20:30 |
| Cagliari   | 1 - 2 Archivado el 29 de mayo de 2019 en Wayback Machine.                                               | Udinese  | Arena Cerdeña           | 26 de mayo | 20:30 |
| Fiorentina | 0 - 0 Archivado el 27 de mayo de 2019 en Wayback Machine.                                               | Genoa    | Artemio Franchi         | 26 de mayo | 20:30 |
| Inter      | 2 - 1                                                                                                   | Empoli   | Giuseppe Meazza         | 26 de mayo | 20:30 |
| Roma       | 2 - 1 Archivado el 29 de mayo de 2019 en Wayback Machine.                                               | Parma    | Olímpico de Roma        | 26 de mayo | 20:30 |
| S.P.A.L.   | 2 - 3 Archivado el 26 de mayo de 2019 en Wayback Machine.                                               | Milan    | Paolo Mazza             | 26 de mayo | 20:30 |

## Estadísticas
| Fabio Quagliarella                       | Sampdoria   | 26 | 37 | 0.7  |
| Duván Zapata                             | Atalanta    | 23 | 37 | 0.62 |
| Krzysztof Piątek                         | Milan/Genoa | 22 | 37 | 0.59 |
| Cristiano Ronaldo                        | Juventus    | 21 | 31 | 0.68 |
| Arkadiusz Milik                          | Napoli      | 17 | 35 | 0.49 |
| Leonardo Pavoletti                       | Cagliari    | 16 | 32 | 0.5  |
| Andrea Petagna                           | SPAL        | 16 | 36 | 0.44 |
| Francesco Caputo                         | Empoli      | 16 | 38 | 0.42 |
| Última actualización: 26 de mayo de 2019 |             |    |    |      |

| Jugador           | Equipo         | Autogoles |
| ----------------- | -------------- | --------- |
| Pol Lirola        | Sassuolo       | 2         |
| Bruno Alves       | Parma          | 1         |
| Lorenzo Ariaudo   | Frosinone      | 1         |
| Milan Badelj      | Lazio          | 1         |
| Mattia Bani       | Chievo Verona  | 1         |
| Davide Biraschi   | Genoa          | 1         |
| Filip Bradarić    | Cagliari       | 1         |
| Emre Can          | Juventus       | 1         |
| Leonardo Capezzi  | Empoli         | 1         |
| Luca Ceppitelli   | Cagliari       | 1         |
| Stefan de Vrij    | Internazionale | 1         |
| Berat Djimsiti    | Atalanta       | 1         |
| Riccardo Gagliolo | Parma          | 1         |
| Alban Lafont      | Fiorentina     | 1         |
| Andrea Masiello   | Atalanta       | 1         |
| Juan Jesus        | Roma           | 1         |
| Germán Pezzella   | Fiorentina     | 1         |
| Erick Pulgar      | Bologna        | 1         |
| Matías Silvestre  | Empoli         | 1         |
| Milan Škriniar    | Internazionale | 1         |
| Ivan Perišić      | Internazionale | 1         |
| Nicolás Spolli    | Genoa          | 1         |
| Lorenzo Tonelli   | Sampdoria      | 1         |
| Rafael Tolói      | Atalanta       | 1         |

| Alejandro Gómez                          | Atalanta  | 11 | 35 |
| Dries Mertens                            | Napoli    | 11 | 35 |
| José Callejón                            | Napoli    | 10 | 34 |
| Suso                                     | Milan     | 10 | 35 |
| Cristiano Ronaldo                        | Juventus  | 8  | 31 |
| Manuel Lazzari                           | SPAL      | 8  | 33 |
| Rodrigo De Paul                          | Udinese   | 8  | 36 |
| Fabio Quagliarella                       | Sampdoria | 8  | 37 |
| Última actualización: 26 de mayo de 2019 |           |    |    |

## Récords de goles
- Primer gol de la temporada: Anotado por Sami Khedira, para la Juventus ante el Chievo (18 de agosto de 2018).
- Último gol de la temporada:

Anotado por Diego Perotti para la Roma ante el Parma (26 de mayo de 2019).
- Gol más rápido: Anotado tras 1 minuto por Paulo Dybala en el Juventus 3 - 1 Archivado el 6 de noviembre de 2018 en Wayback Machine. Cagliari (3 de noviembre de 2018).
- Gol más cercano al final del encuentro: Anotado a los 90+9 minutos por Riccardo Saponara en el Società Sportiva Lazio 2-2 Unione Calcio Sampdoria ￼￼￼￼(￼￼ 8 de diciembre de￼￼ 2018).

#### Hat-tricks o pókers
Aquí se encuentra la lista de hat-tricks y póker de goles (en general, tres o más goles marcados por un jugador en un mismo encuentro) conseguidos en la temporada.
| Fecha      | Jugador       | Goles                 | Local         | Resultado                                                      | Visitante | Jornada    |
| ---------- | ------------- | --------------------- | ------------- | -------------------------------------------------------------- | --------- | ---------- |
| 21/10/2018 | Josip Iličić  | 28' · 50' · 52'       | Chievo Verona | 1 - 5 Archivado el 4 de octubre de 2018 en Wayback Machine.    | Atalanta  | Jornada 9  |
| 2/11/2018  | Dries Mertens | 38' · 64' · 90'+3     | Napoli        | 5 - 1 Archivado el 4 de octubre de 2018 en Wayback Machine.    | Empoli    | Jornada 11 |
| 9/12/2018  | Duván Zapata  | 2' · 62' · 80'        | Udinese       | 1 - 3 Archivado el 12 de diciembre de 2018 en Wayback Machine. | Atalanta  | Jornada 15 |
| 29/12/2018 | Josip Iličić  | 74' · 87' · 90'+2     | Sassuolo      | 2 - 6 Archivado el 16 de diciembre de 2018 en Wayback Machine. | Atalanta  | Jornada 19 |
| 20/1/2019  | Duván Zapata  | 44' · 47' · 64' · 73' | Frosinone     | 0 - 5 Archivado el 11 de enero de 2019 en Wayback Machine.     | Atalanta  | Jornada 20 |